# Thierno Baldé
Thierno Baldé (Villeneuve-Saint-Georges, Francia, 10 de junio de 2002) es un futbolista francés que juega como defensa en la E. S. Troyes A. C. de la Ligue 2.

## Trayectoria
Es un canterano del PSG. Firmó su primer contrato profesional con el club el 30 de junio de 2020. El 13 de julio de 2021 se incorporó al Le Havre A. C., que competía en la Ligue 2, en calidad de cedido por una temporada. Jugó el 14 de agosto en un empate sin goles contra el Rodez A. F.
Tras esta cesión abandonó el conjunto parisino de manera definitiva después de fichar por el E. S. Troyes A. C. en agosto de 2022.

## Vida personal
Nacido en Francia, es de ascendencia senegalesa.

## Estadísticas

### Clubes
Actualizado al último partido disputado el 12 de agosto de 2023.
| Club                       | Div.          | Temporada     | Liga  | Liga  | Copas nacionales | Copas nacionales | Copas internacionales | Copas internacionales | Total | Total |
| Club                       | Div.          | Temporada     | Part. | Goles | Part.            | Goles            | Part.                 | Goles                 | Part. | Goles |
| -------------------------- | ------------- | ------------- | ----- | ----- | ---------------- | ---------------- | --------------------- | --------------------- | ----- | ----- |
| Le Havre A. C. Francia     | 2.ª           | 2021-22       | 31    | 0     | 1                | 0                | —                     | —                     | 32    | 0     |
| Le Havre A. C. Francia     | Total club    | Total club    | 31    | 0     | 1                | 0                | 0                     | 0                     | 32    | 0     |
| E. S. Troyes A. C. Francia | 1.ª           | 2022-23       | 31    | 1     | 0                | 0                | —                     | —                     | 31    | 1     |
| E. S. Troyes A. C. Francia | 2.ª           | 2023-24       | 2     | 0     | 0                | 0                | —                     | —                     | 2     | 0     |
| E. S. Troyes A. C. Francia | Total club    | Total club    | 33    | 1     | 0                | 0                | 0                     | 0                     | 33    | 1     |
| Total carrera              | Total carrera | Total carrera | 64    | 1     | 1                | 0                | 0                     | 0                     | 65    | 1     |